# Vielitzsee
Vielitzsee est une commune allemande de l'arrondissement de Prignitz-de-l'Est-Ruppin, Land de Brandebourg.

## Géographie
Vielitzsee se situe au bord du lac qui lui donne son nom. D'autres sont présents sur son territoire comme le Große Strubensee et le Glambecksee.
La commune comprend les quartiers de Seebeck, Strubensee et Vielitz. Vielitz forme le centre du village et est situé sur une colline surplombant le Vielitzsee.

## Histoire
La commune est née le 31 décembre 2001 de la réunion volontaire des communes de Vielitz et de Seebeck-Strubensee.